# Македонська кухня

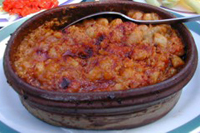
Тавче гравче — національна страва Північна Македонії

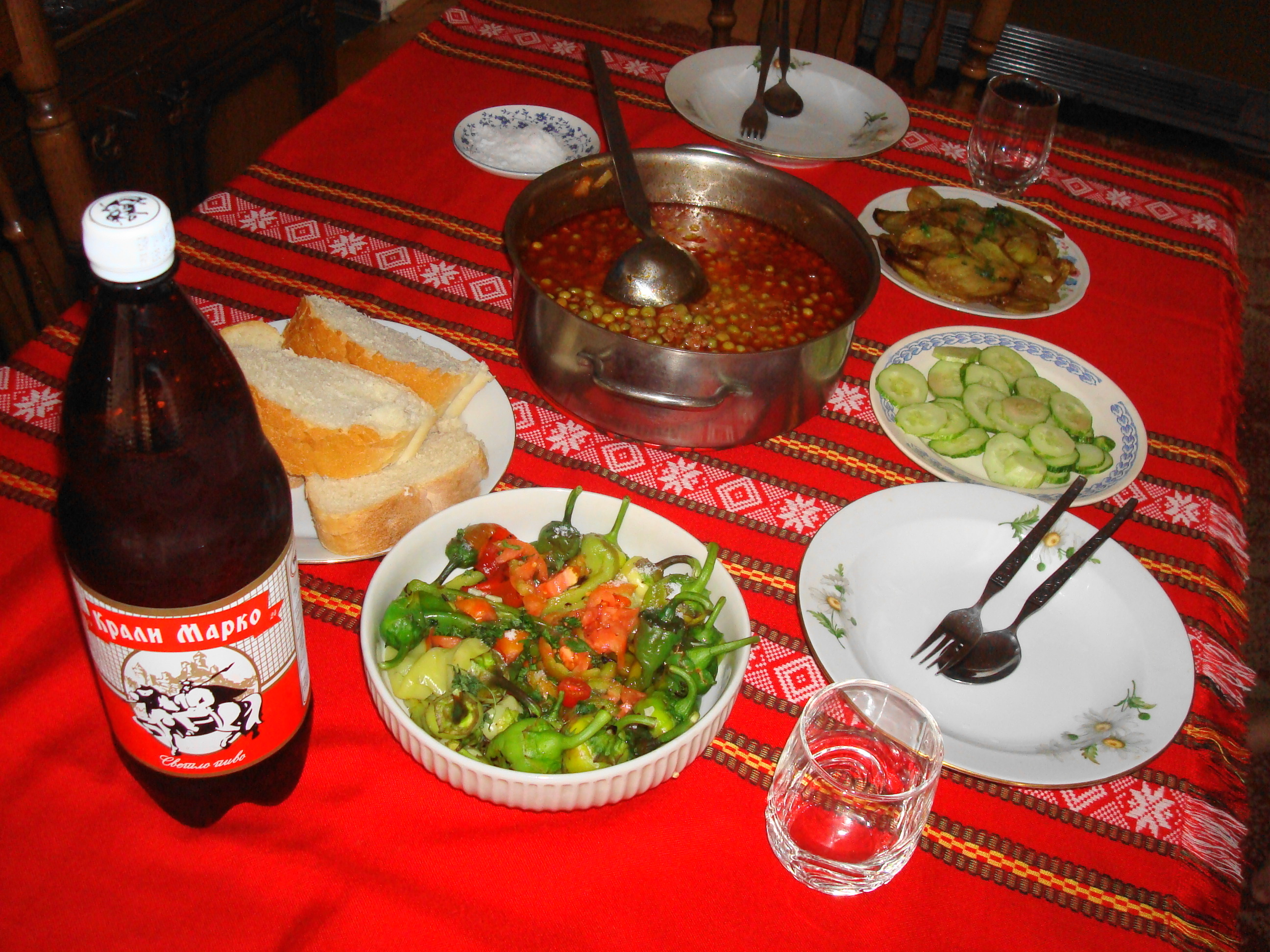
Македонська кухня

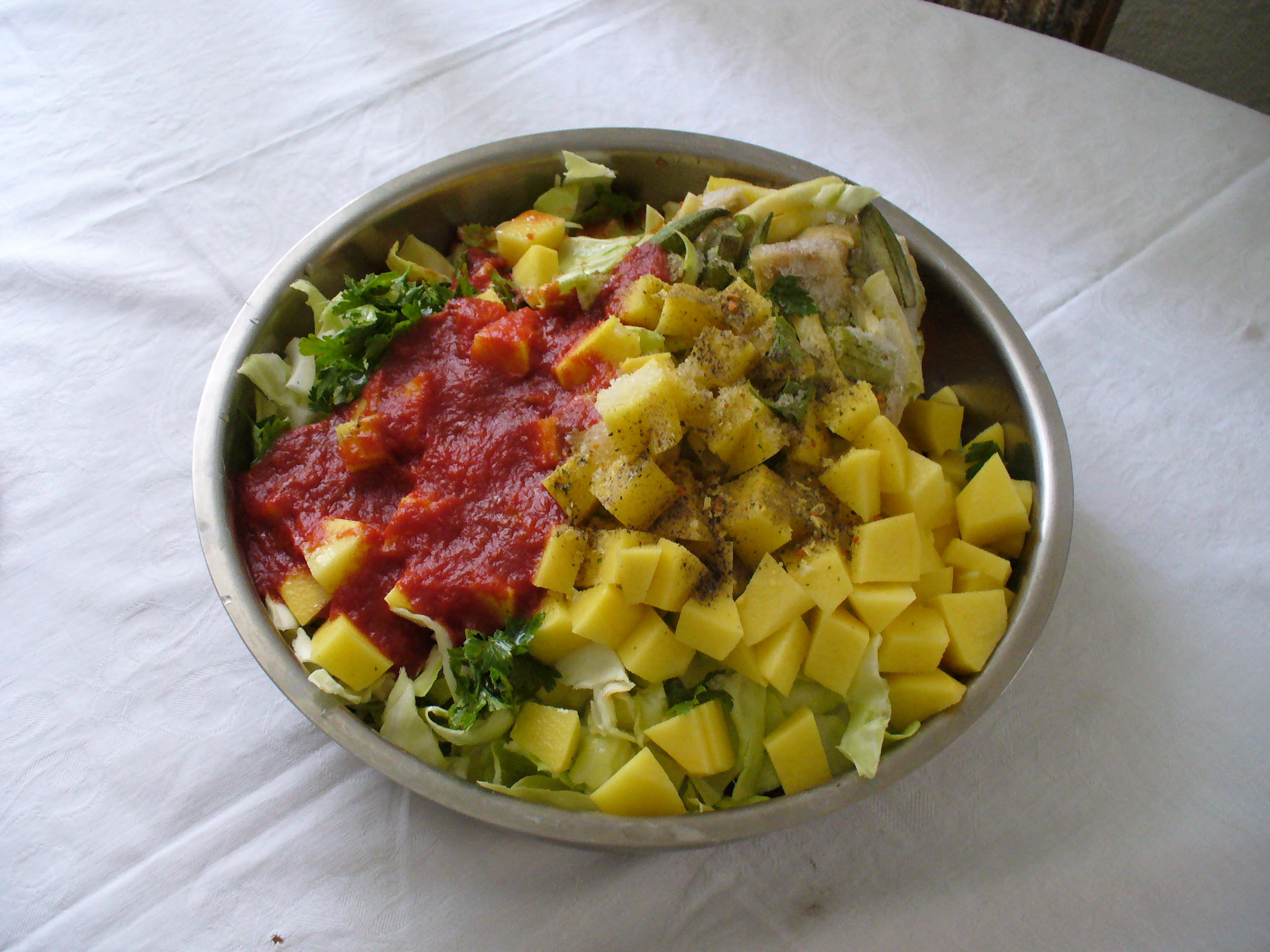
Турлі Тава

Північна Македонська кухня (мак. Північна Македонска кујна) як частина балканської, є традиційною в Північній Македонії. Вона зазнала впливу Середземномор'я та Близького Сходу, а також інших сусідніх кухонь. Теплий та вологий клімат північної Македонії забезпечує відмінні умови для зростання овочів, фруктів та зелені. Північна Македонська кухня відрізняється розмаїтістю і якістю молочних продуктів, вин та алкогольних напоїв, наприклад, ракії.
Серед м'ясних продуктів домінують яловичина, баранина і курка. Свинина рідко використовується (не тільки мусульманською меншістю, а й християнською більшістю).
Тавче гравче і Мастика вважаються національною стравою і напоєм Північно Македонії.

## Страви
- Тавче Гравче
- Турлі Тава
- Айвар, або смажений червоний перець. Може бути гострим або ні.
- Чевапчичі
- Полнеті Піперки, фаршировані паприкою. Як правило, заповнені рисом або рисом з м'ясом.
- Лаваш (тісто)
- Бурек
- Маліджано, готується з баклажана.
- Мусака
- Пінджур
- Попара
- Пастрмалія

## Десерти

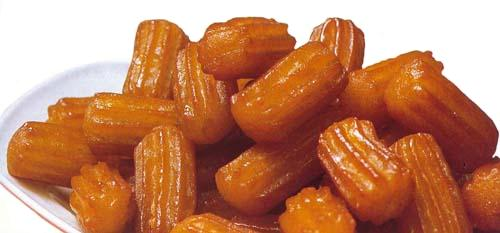
Тулумба

- Кнафе
- Мед
- Тулумба
- Компот
- Лукум
- Баклава

## Напої

### Кава

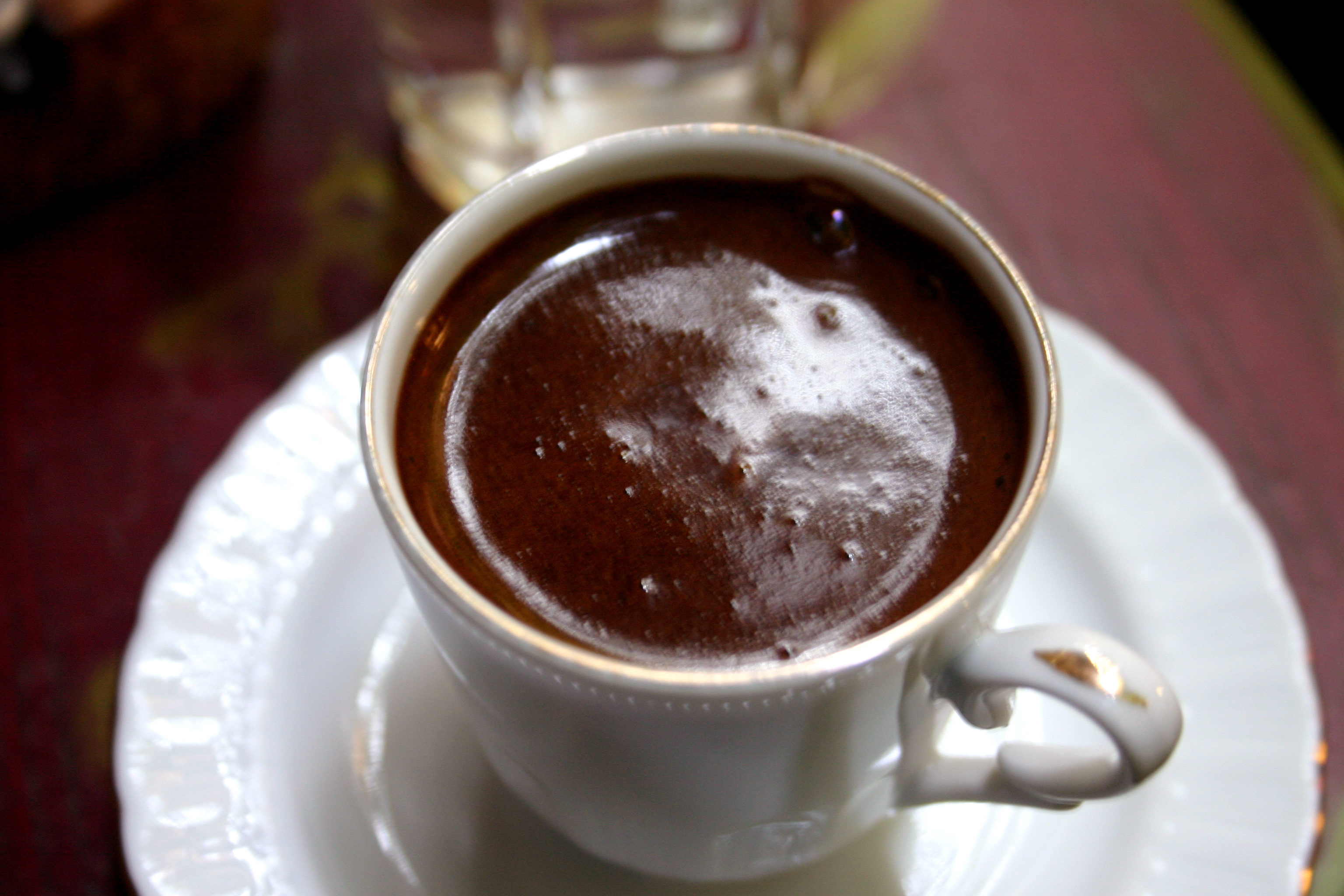
Турецька кава

Ще з часів Османської імперії кава відіграє важливу роль в житті та культурі Македонії, а Турецька кава є однією з найпопулярніших у світі. З більш ніж 5000 установ, традиційні македонські кав'ярні кафеани є одними з найкращих місць, щоб поговорити та випити. Проте через негативні стереотипи щодо кафеан, більшість молодих людей вважають західні кав'ярні кращими та зосереджуються у них.
Інші кавові напої, як от лате, моккачино і капучино стають все більш популярними з відкриттям нових кафе. Бізнесмени та ділові люди роблять свій внесок у розвиток розчинної кави (особливо фрапе).